# Festival Internacional de Cinema de Roma
O Festival Internacional de Cinema de Roma é um festival de cinema que ocorre em Roma, Itália, durante o mês de outubro. O nome completo real em italiano é Festa del Cinema di Roma.
Embora seja um festival bastante jovem, a importância da cidade anfitriã e o forte investimento econômico colocaram o Festival de Cinema de Roma entre os festivais de cinema mais importantes do mundo, com grande cobertura da mídia e a presença de artistas mundialmente famosos.
O Festival Internacional de Roma realiza, na Via Veneto, uma mostra paralelamente às de filmes, a Business Street, área de mercado dedicada às atividades de compra e venda de conteúdo audiovisual, debates, seminários e networking.

## Seções

### Cinema d'Oggi
Uma seleção de longas-metragens de diretores jovens ou já bem-sucedidos. O Festival dará prioridade aos filmes que são estreias mundiais. No final de cada sessão, o público dará seu voto e atribuirá o People's Choice Award - Cinema d'Oggi.

### Gala
Uma seleção de alguns dos filmes mais importantes do ano. Somente longas-metragens estreias mundiais, internacionais ou europeias serão consideradas para seleção.

### Mondo Genere
Uma seleção de filmes pertencentes a diferentes gêneros de filmes. Somente longas-metragens com estreias mundiais, internacionais ou europeias são considerados para seleção. O Festival da prioridade aos filmes que são estreias mundiais.

### Italia Prospettive
Esta seção tem como objetivo destacar as novas tendências do cinema italiano. Somente filmes apresentados como estreias mundiais são considerados para seleção. No final de cada sessão, o público dará seu voto e atribuirá o People's Choice Award - Cinema Italia (Ficção) e o prêmio People's Choice - Cinema Italia (Documentário).

### Alice nella Città
Dedicada a filmes infantis, esta seção possui duas subseções competitivas, uma para filmes acima de 12 anos e a outra para menores de 12 anos. 